# Trimlini
Trimlini (mađarski Hármasmalom) je naselje u slovenskoj Općini Lendavi. Trimlini se nalazi u pokrajini Prekomurju i statističkoj regiji Pomurju. 

## Stanovništvo
Prema popisu stanovništva iz 2002. godine naselje je imalo 330 stanovnika.